# Munger (Division)
Munger ist eine Division im indischen Bundesstaat Bihar. Sie hat ihren Verwaltungssitz in Munger.

## Geschichte
Die Distrikte Jamui am 21. Februar 1991, Lakhisarai am 3. Juli 1994 und Sheikhpura am 31. Juli 1994 wurden aus Teilen des Distrikts Munger geschaffen.

## Distrikte
Die Division Munger besteht aus sechs Distrikten:
| Distrikt   | Hauptstadt | Fläche in km² | Einwohner (Stand: 2001) | Bev.-Dichte in E/km² |
| ---------- | ---------- | ------------- | ----------------------- | -------------------- |
| Begusarai  | Begusarai  | 1.918         | 2.349.366               | 1.222                |
| Jamui      | Jamui      | 3.123         | 1.398.796               | 0.401                |
| Khagaria   | Khagaria   | 1.486         | 1.276.677               | 0.859                |
| Lakhisarai | Lakhisarai | 1.228         | 0.802.225               | 0.653                |
| Munger     | Munger     | 1.420         | 1.135.499               | 0.800                |
| Sheikhpura | Sheikhpura | 0.689         | 0.525.502               | 0.763                |